# Закшевко (Вармінсько-Мазурське воєводство)
Закшевко (пол. Zakrzewko, нім. Klein Sakrau) — село в Польщі, у гміні Козлово Нідзицького повіту Вармінсько-Мазурського воєводства.
Населення — 45 осіб (2011).
У 1975-1998 роках село належало до Ольштинського воєводства.

## Демографія
Демографічна структура станом на 31 березня 2011 року:
|          | Загалом | Допрацездатний вік | Працездатний вік | Постпрацездатний вік |
| -------- | ------- | ------------------ | ---------------- | -------------------- |
| Чоловіки | 26      | 11                 | 12               | 3                    |
| Жінки    | 19      | 4                  | 10               | 5                    |
| Разом    | 45      | 15                 | 22               | 8                    |